# Ora, Nam Tirol
Auer tiếng Ý: Ora sulla strada del vino; tiếng Đức: Auer an der Südtiroler Weinstrasse; Archaic (1190AD): Aura) là một đô thị ở tỉnh Bolzano-Bozen trong vùng Trentino-Alto Adige/Südtirol của Ý, có vị trí cách khoảng 35 km về phía đông bắc của thành phố Trento và khoảng 15 km về phía nam của thành phố Bolzano. Tại thời điểm ngày 31 tháng 12 năm 2004, đô thị này có dân số 3.334 người và diện tích là 11,8 km². About 70% of the population speaks German as their first language, 30% Italian.
Auer giáp các đô thị: Aldein, Bronzolo, Montan, Tramin an der Weinstraße và Vadena.